# San Leonardo de Yagüe
San Leonardo de Yagüe – gmina w Hiszpanii, w prowincji Soria, w Kastylii i León, o powierzchni 60,58 km². W 2011 roku gmina liczyła 2274 mieszkańców.